# Marienbildnis

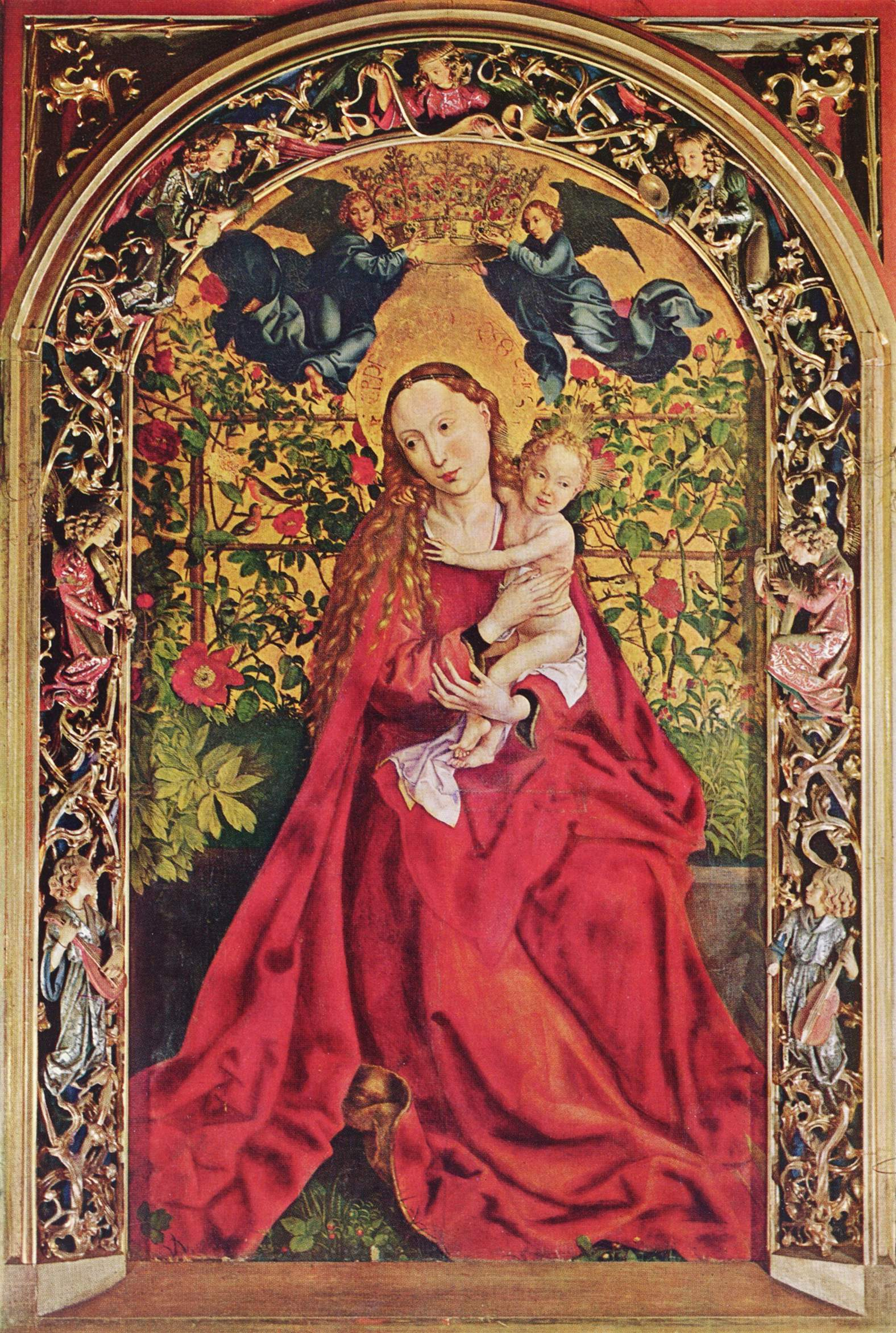
Martin Schongauer, Maria im Rosenhag, 1473, Tempera auf Holz, Colmar, Dominikanerkirche

Als Marienbildnis, besser: Marienbild oder Madonnenbild, bezeichnet man in der christlichen Ikonografie die Darstellung Marias allein oder gemeinsam mit dem Jesuskind. Der populäre Begriff Madonna wird überwiegend für Einzeldarstellungen der Gottesmutter mit ihrem Kind verwendet. Seit dem 3. Jahrhundert bildet das Marienbild den häufigsten Gegenstand der christlichen Kunst, der sich auf zahllosen Bildmedien und in vielfachen inhaltlichen Zusammenhängen präsentiert und der Marienverehrung bildhaften Ausdruck verleiht.
Marienbilder greifen oft Szenen aus dem apokryphen Jakobusevangelium, dem Marienleben oder dem Leben Jesu Christi auf. Daneben existieren zahlreiche Bildzyklen und Einzeldarstellungen, bei denen sich eigenständige Bildtypen herausgebildet haben, sowie solche, die bestimmte theologische Vorstellungen und Zusammenhänge abbilden.

## Geschichtliche Entwicklung

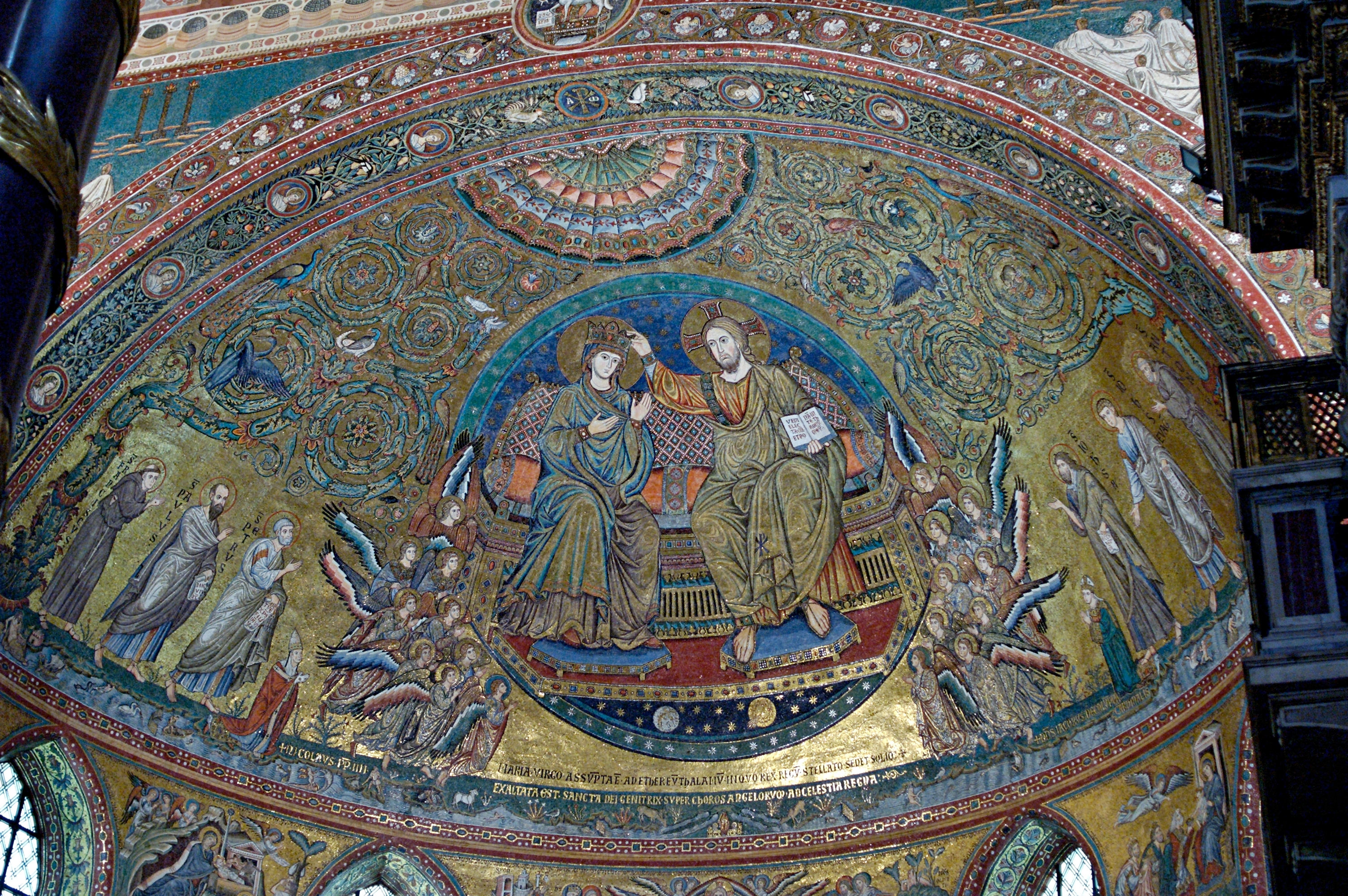
Marienkrönung; Mosaik in der Apsis von Santa Maria Maggiore, Rom, 1295 unter Verwendung von Resten des ursprünglichen Mosaiks aus dem 5. Jh.

Die Geschichte des Marienbildnisses ist zugleich eine Geschichte der Darstellungstypen, eine Geschichte der Anlässe der Mariendarstellung, eine Geschichte der Marienheiligtümer und -wallfahrten und nicht zuletzt eine Geschichte der Marienfrömmigkeit, deren sich wandelnde Haltungen auch einen Bedeutungswandel der bildlichen Darstellungen mit sich brachte. Daneben spielt das Marienbildnis auch eine wichtige Rolle im Werk einzelner Künstler. Diese verschiedenen Stränge der Geschichte des Marienbildes überlagern sich vielfach, die Marienikonographie lässt sich deshalb und auch wegen zahlloser regionaler oder lokaler Besonderheiten kaum systematisieren.

### Frühchristliche Kunst
Frühe Marienbilder stammen bereits aus dem 2. Jahrhundert. Drei Marienbilder aus dem 3. Jahrhundert sind beispielsweise in der Priscilla-Katakombe in Rom zu sehen. Meist wurde Maria hier jedoch nicht eigenständig, sondern in thematisch am Leben Jesu oder der Theologie Christi orientierten Szenen dargestellt. Die Zahl der Marienbilder nahm zu, nachdem Maria im Jahre 431 auf dem Konzil von Ephesos als Gottesmutter dogmatisiert worden war. Ab diesem Zeitpunkt entwickelten sich eigenständige Marienbildtypen. Programmatisch für die neue Haltung seit dem Konzil von Ephesos ist die Basilika Santa Maria Maggiore in Rom.

### Byzantinische Kunst nach dem Bilderstreit
Byzantinische Madonnen und die in russischen Ikonen dargestellten Mariendarstellungen verwenden andere, aber teilweise sehr einheitliche Darstellungsformen als westeuropäischen Marienbilder, auch wenn die byzantinischen Darstellungen für die europäischen Bilddarstellungen richtungsweisend waren.

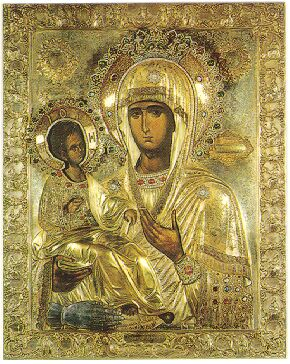
„Dreihändige“ Gottesmutter Tricheirousa, Kloster Hilandar, Athos (14. Jh.)

Anders als in der westeuropäischen Kunst haben sich in den byzantinischen Ikonen bestimmte Madonnentypen entwickelt, die eindeutig benannt werden können:
- Hodegetria (Wegweisende): Marienfigur, die das Kind auf dem linken Arm trägt und mit der rechten Hand auf dieses weist; selten auch als Dexiokratusa mit dem Kind auf dem rechten Arm oder Tricherusa (kirchenslavisch: Troeručica) mit drei Händen
- Nikopoia (Siegbringende) oder Kyriotissa: Dem Betrachter frontal gegenüberstehende Maria mit Kind.
- Blacherniotissa, Maria orans (betende Maria): Darstellung der Maria ohne Kind. Maria hat die Arme zum Gebet erhoben.
- Platytera: (mit ausgebreiteten Armen) betende Maria, vor der das Christuskind auf einem Clipeus dargestellt ist. Beide sind frontal dem Betrachter zugewandt.
- Eleusa (Erbarmerin) der Glykophilusa: Darstellung der Maria mit dem Kind, wobei sich das Kind an das Gesicht der Mutter schmiegt
- Psychosostria: die Seelenretterin
- Galaktotrophousa oder im Mittelalter Maria lactans (stillende Maria): Sie wird meist als Halbfigur dargestellt.
- Paraklesis (Trösten oder Bitten): Darstellung einer Maria ohne Kind. Maria hat als Attribut eine Schriftrolle.

### Westeuropäische Kunst bis zum Konzil von Trient
Die westeuropäische Kunst entwickelte weniger strenge Darstellungsformen. Allerdings bildeten sich auch hier Muster heraus.
Zentrale Formen sind:
- die thronende Madonna als Mutter Gottes, mit Kind
- Bildnisse der stehenden Maria, mit oder ohne Kind (in der Romanik und der Frühgotik oft in einer Mandorla, später in einem Strahlenkranz)

In der Romanik wurde die Madonna überwiegend feierlich und streng mit dem Kind als Maestà oder als Sedes sapientiae dargestellt.
In der Zeit der Gotik entstanden zahlreiche Bildtypen für die Darstellung Marias. Nicht jedes Marienbild lässt sich jedoch eindeutig einem spezifischen Bildtyp zuordnen. Typisch für Madonnen der Gotik ist die zunehmende Betonung ihrer mütterlichen Seite. Die meisten gotischen Madonnen werden stehend gezeigt und wenden sich dem Kind zu.
Seit dem 12. Jahrhundert wurden außerdem bevorzugt Szenen aus dem Marienleben (Mariä Geburt, Hochzeit, Heilige Familie, Marientod etc.) gezeigt. Ein ganzer Marienzyklus findet sich am Lettner der Kathedrale von Chartres. Typische Bildthemen waren auch Anna selbdritt, englischer Gruß, Mariä Himmelfahrt, Marienkrönung und die Darstellung als Schmerzensmutter Pietà oder bei der Beweinung Christi.
Typisch für die Renaissance Italiens ist die Sacra conversazione (Maria im kleinen Kreise); nördlich der Alpen gab es die Darstellungsformen der Virgo inter Virgines (Jungfrau unter Jungfrauen) sowie der Maria im Rosenhag oder der Maria im Paradiesgarten.
Mit der Wiederbelebung des Marienkultes in der Zeit der Gegenreformation wird Maria besonders häufig als hoheitsvolle Herrscherin (Regina Caeli) oder als Immaculata, die Unbefleckte, dargestellt. Wenn ein Marienbild mit einer Krone geschmückt wird, kann dies in der liturgischen Form der Krönung eines Marienbildes geschehen. Darüber hinaus haben sich bestimmte Sonderformen der Mariendarstellung herausgebildet. Dazu gehören:
- Marienleben
- Mondsichelmadonna
- Pietà
- Muttergottes vom Zeichen
- Schöne Madonna
- Schutzmantelmadonna
- Schwarze Madonna
- Scheitelmadonna
- Mater Dolorosa
- Maria Knotenlöserin
- Maria im Ährenkleid
- Motive aus der Lauretanischen Litanei
- Himmelfahrtsmadonna
- Traubenmadonna

### Lateinamerika
In Lateinamerika verschmolz die einst aus Ägypten stammende Personifikation der Göttin Isis als nährende Mutter, welche später über den Polytheismus in das Christentum einwanderte, mit der kosmischen Vorstellung der Erdmutter zur figürlichen Pachamama. Nach Dieter Grotehusmann sind Abbildungen vor dem 19. Jahrhundert nicht nachweisbar. Im Symbol der Pachamama vermischen sich für die indigene Bevölkerung vorchristliche Vorstellungen und die christliche Gestalt Mariens, der Mutter Gottes.
Eine Ausnahme unter den zahlreichen Marienbildnissen stellt das Gemälde Unsere Liebe Frau von Guadalupe dar. Es spielt eine wichtige Rolle im Acontecimiento Guadalupano.